# Literak właściwy

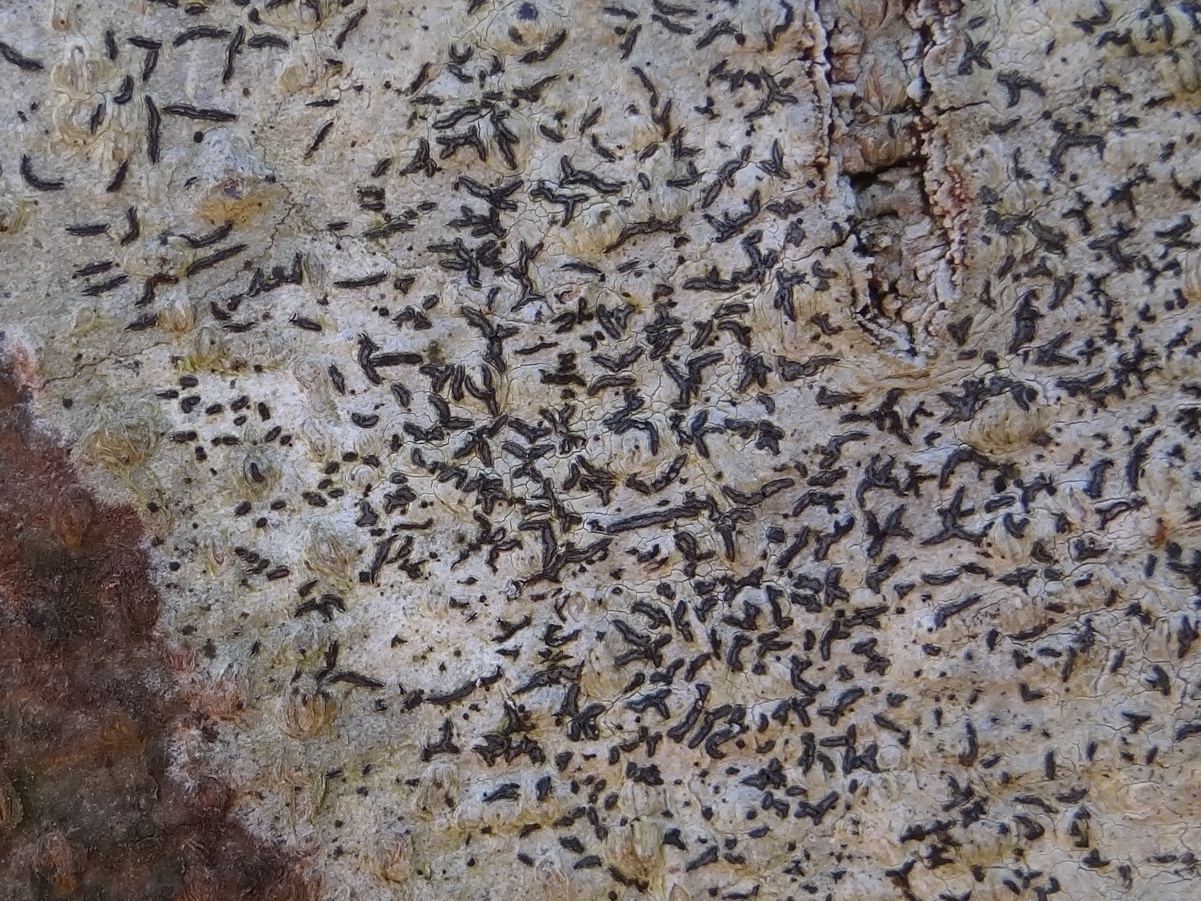

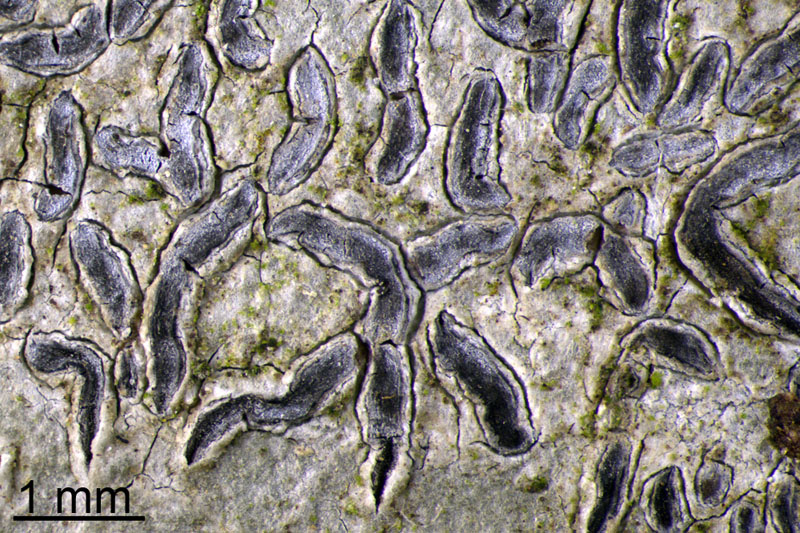
Powiększony fragment plechy z czarnymi owocnikami

Literak właściwy, pismak właściwy (Graphis scripta (L.) Ach.) – gatunek grzybów z rodziny literakowatych (Graphidaceae). Ze względu na współżycie z glonami zaliczany jest do porostów. Jest jedynym występującym w Polsce gatunkiem z rodzaju Graphis.

## Systematyka i nazewnictwo
Pozycja w klasyfikacji według Index Fungorum: Graphidaceae, Ostropales, Ostropomycetidae, Lecanoromycetes, Pezizomycotina, Ascomycota, Fungi.
Po raz pierwszy takson ten zdiagnozował w 1755 r. Karol Linneusz nadając mu nazwę Lichen scriptus. Obecną, uznaną przez Index Fungorum nazwę nadał mu w 1809 r. Erik Acharius. Synonimów nazwy naukowej ma ponad 70.
Nazwa polska według W. Fałtynowicza.

## Morfologia
Tworzy cienką, skorupiastą plechę endofloetyczną lub częściowo zewnętrzną. Powierzchnia gładka, czasami nieco nierówna lub ziarenkowata, matowa lub nieco lśniąca, barwy białawej, szarej lub szarozielonej. W plesze znajdują się glony z rodzaju Trentepohlia. Epihymenium brązowe, o grubości 5–10 μm, hymenium ma grubość 90–100 μm i występują w nim liczne wstawki (parafizy) o grubości 1,5–2 μm. Subhymenium jest bezbarwne. Reakcje barwne porostów – wszystkie negatywne.
W plesze znajdują się zagłębione owocniki o wydłużonym kształcie, podobne do kresek lub hieroglifów. Mają długość 1-3(8) mm i szerokość 0,2-0,4 (1) mm. Są bardzo zmienne w kształcie, mogą być krótkie lub długie, pojedyncze lub rozgałęzione, czarne, lub otoczone plechowym wałeczkiem. Posiadają wąskie, nagie lub przyprószone tarczki, a ich brzeżek plechowy jest gładki i wyniesiony nad powierzchnię plechy. Ekscypulum czarne. W jednym worku powstaje po 8 wrzecionowatych i prostych askospor o rozmiarach 25(30) × 70(80) μm. Każda z nich zbudowana jest z 6-16 komórek. W plesze znajdują się także zagłębione pyknidia, powstają w nich konidiospory o rozmiarach 1× 2,5 μm.

## Występowanie i siedlisko
Występuje na wszystkich kontynentach z wyjątkiem Antarktydy, także na wielu wyspach. W Europie północna granica jego zasięgu dochodzi do północnego krańca Półwyspu Skandynawskiego (po 71 stopień szerokości geograficznej). W Polsce występuje na terenie całego kraju, jednak dość rzadko. Znajduje się na Czerwonej liście roślin i grzybów Polski. Ma status NT – gatunek bliski zagrożenia.
Rośnie na drzewach liściastych o gładkiej korze, głównie w najniższej części pnia. Czasami pasożytuje na nim plamuszka drobniutka (Stigmidium microspilum).